# Mariner–5
Mariner–5 az amerikai Mariner-program ötödik űrszondája, sikeres Vénusz-szonda.

## Küldetés
A NASA 1967-ben az indítási ablakban állította pályára. Eredetileg a Mariner 4 tartalék űrszondájaként építették. Mivel a Mariner 4 sikeresen teljesítette a marsi küldetését, ezért némi átalakítás után a Vénusz felé indították. Fő cél a Vénusz légkörének és környezetének vizsgálata.

## Jellemzői
A Mariner űrszondákat a NASA Jet Propulsion Laboratoryumában fejlesztették, irányításával építették. Üzemeltette a NASA és a Office Space Science and Applications (OSSA) .
Megnevezései: Mariner–5; Mariner E/Venus 67–2; COSPAR: 1967-060A. Kódszáma: 2845.
1967. június 14-én Floridából, a Cape Canaveral (KSC) Kennedy Űrközpontból, a LC–12 (LC–Launch Complex) jelű indítóállványról egy Atlas–Agena D 2L hordozórakétával emelkedett a magasba. Az Atlasz rakétafokozat kiégése után a Agena fokozat gyorsította fel az űrszondát a második kozmikus sebességre, hogy a Vénusz közelébe kerülhessen.

### Felépítése
Alakja nyolcszögletű hasáb, átmérője 1,27, magassága nyitott állapotban 5,49 méter. Magnézium-ötvözetből készült a ház és az műszerek többsége. Az űregység teljes tömeg 244,9. A súly többi részét a vázszerkezet, a napelemek (4 darab, 4,5 négyzetméter felületű, 17 640 szilícium sejt), az éjszakai (földárnyék) energia ellátását ezüst-cink akkumulátorok, az adóantennák (egy |2,9 méteres kőrsugárzó és egy 1,2 méter átmérőjű parabolaantenna) és egyéb segédberendezések tették ki. Belső hőmérsékletének állandóságát hőszabályozók biztosították. Három tengelyesen, giroszkóppokkal forgás-stabilizált űreszköz. Stabilitásának beállítását hideg gázfúvókák segítették. Pályakorrekciókat 10 darab 210 atmoszféra nyomású hidrazinnal működő fúvókák biztosították. A programellenőrző számítógép szabályozható.  A szonda vonatkozási pontjai a Nap, a Föld és a Canopus csillag volt. Repülés közben a mérőműszerek a sugárzásmérők kivételével folyamatosan működtek.

### Programja
Június 20-án pályakorrekciót hajtottak végre. Október 19-én 4094 kilométernyire közelítette meg a bolygót. A Föld távolsága ekkor 340 millió kilométer volt. A megközelítés után a szonda Nap körüli, heliocentrikus pályára állt. Az aktív kapcsolatot 1967. december 4-én megszűnt. Méréseinek köszönhetően jelentősen pontosították a Vénusz tömegét és a csillagászati egységét.

### Műszerezettsége
Technikai fejlődésnek megfelelően műszerei érzékenyebbek, pontosabbak voltak.
- ultraibolya fotométerek három színben,
- mikrohullámú radiométer – a Vénusz hőmérsékletének mérésére.
- vörös tartományban mérő spektrométer a felhőzet vizsgálatára.
- háromtengelyű magnetométer a Vénusz mágneses terének mérésére.
- ionozáló kamra és három Geiger–Müller-számláló a nagy energiájú sugárzások mérésére.
- plazmadetektor – a Napból érkező töltött részecskék analizálására.